# Innerer Bärenbartkogel
L'Innerer Bärenbartkogel est une montagne qui s’élève à 3 553 m d’altitude dans les Alpes de l'Ötztal, en Autriche.